# Palazzo Zuckermann
Le Palazzo Zuckermann est un palais situé sur le corso Garibaldi à Padoue. Le bâtiment abrite au premier étage les collections du Museo di arti applicate e decorative (Musée des arts appliqués et décoratifs)   etau deuxième étage du Museo Bottacin  ; ces collections font partie du Musée Civique de Padoue. Il se trouve en face de la Cappella degli Scrovegni et du Museo agli Eremitani ; ce dernier abrite la principale galerie d'art du Musée civique de Padoue.

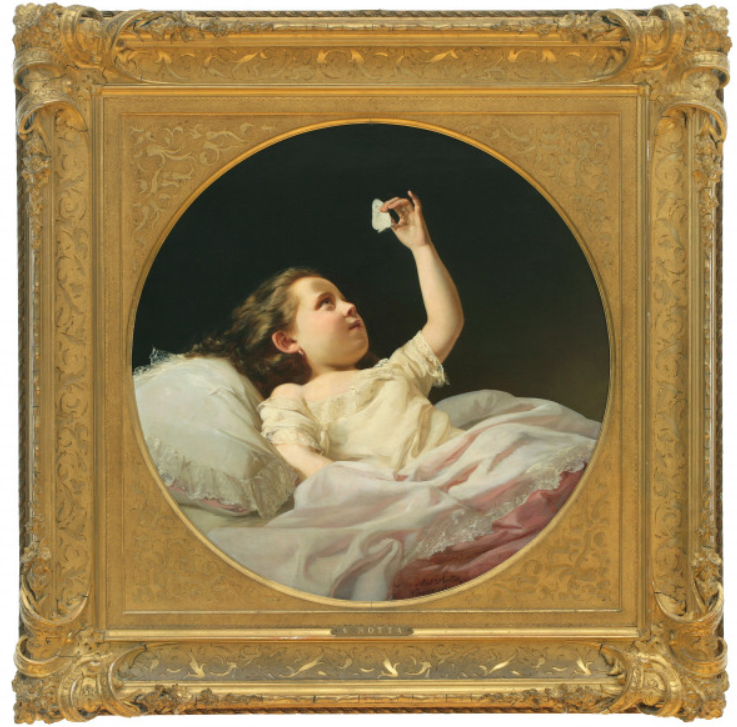
Petite Fille en lit bébé avec papillon de Antonio Rotta, huile sur toile, 1860

## Histoire
Le palais a été commandé par l' industriel Erico Zuckermann et construit par l'architecte Arosio en 1912-1914. Au XXe siècle, le palais est devenu le principal bureau de poste de Padoue.

## Musée
Le Museo di arti applicate e decorative contient des objets artisanaux datant du Moyen Âge à la fin du XIXe siècle. Le Museo Bottacin présente les collections éclectiques données à la ville par l'homme d'affaires Nicola Bottacin en 1865. Il contient des peintures et des sculptures, notamment de Antonio Rotta, Felice Schiavoni, Antonio Zona, Cristoforo Dall'Acqua, Gerolamo Induno, Pietro Magni et Vincenzo Vela. La collection comprend des peintures et de la statuaire, mais est surtout connue pour ses collections numismatiques. .